# Laterallus levraudi
La schiribilla fianchirossicci o  rallo fianchiruggine (Laterallus levraudi P. L. Sclater e Salvin, 1869) è un uccello della famiglia dei Rallidi originario del Venezuela.

## Descrizione
Il rallo fianchiruggine misura 14-18,5 cm di lunghezza. Il piumaggio è marrone-oliva scuro sulle regioni superiori, grigiastro sulla parte anteriore della regione oculare, rossiccio-cannella sui lati di testa, collo e petto, nonché su fianchi e sottocoda, e bianco dal mento al centro del collo e sull'addome. In alcuni esemplari sono presenti delle macchie rossicce sulle ali. L'iride è rossa, il becco verde con la punta nera, e le zampe e i piedi di colore variabile dal giallo-verdastro al marrone chiaro. I sessi sono simili, ma la femmina ha dimensioni inferiori.

## Distribuzione e habitat
Il rallo fianchiruggine occupa un areale limitato, confinato al versante caraibico del Venezuela nord-occidentale, a nord dell'Orinoco. Si incontra unicamente negli stati di Lara, Falcón, Yaracuy, Carabobo, Aragua, Distrito Federal e Miranda. Popola le paludi e le praterie umide, dal livello del mare fino a 600 m di altitudine, o addirittura a 1400 m nel Parco Nazionale di Yacambú.

## Biologia
È uno dei rallidi meno noti, le poche informazioni raccolte sembrano indicare che l'animale nidifichi tra maggio e luglio.

## Conservazione
La IUCN Red List classifica Laterallus levraudi come specie in pericolo di estinzione (Endangered).
Ancora abbastanza comune agli inizi del XX secolo, oggi il rallo fianchiruggine conta una popolazione residua di 350-1500 esemplari in tutto. La causa principale del declino va imputata all'abbassamento del livello dell'acqua delle paludi, impiegata per usi agricoli, all'ampio uso di fitofarmaci e alla generale diminuzione delle aree palustri.